# Черни корали
Черните корали (Antipatharia) са разред животни от клас Корали (Anthozoa).
Таксонът е описан за пръв път от Анри Милн Едуардс през 1857 година.

## Семейства
- Antipathidae
- Aphanipathidae
- Cladopathidae
- Leiopathidae
- Myriopathidae
- Schizopathidae
- Stylopathidae